# Ciriaco
Ciriaco Errasti, né le 8 août 1904 à Eibar et mort le 8 novembre 1984 dans la même ville, était un joueur et entraîneur de football espagnol.

## Biographie
Durant sa carrière, il joue tout d'abord au Deportivo Alavés (entre 1925 et 1938) puis au Real Madrid CF (de 1931 à 1938), et joue 14 fois pour l'équipe d'Espagne, qui dispute la coupe du monde 1934 en Italie.